# Leon Silver
Pour les articles homonymes, voir Silver.
Léon Théodore « Lee » Silver, (né le 9 avril 1925 et mort le 31 janvier 2022) est un géologue américain. Professeur de géologie à l'Institut de technologie de Californie (Caltech), il fut aussi instructeur des équipages des missions Apollo 13, 15, 16 et 17. Travaillant avec la NASA , il a appris aux astronautes les bases de la géologie de terrain et développé une nouvelle discipline : la géologie de terrain lunaire. Sa formation est considérée comme une amélioration significative du rendement scientifique sur les missions longue durée du programme Apollo (J-Missions). Après l'arrêt du programme Apollo, il est devenu membre de l'Académie nationale des sciences des États-Unis en 1974, puis professeur émérite de géologie des ressources pour la Fondation W.M. Keck à Caltech.

## Enfance et éducation
Leon Silver est né de parents immigrants russes et polonais, à Monticello, New York, le 9 avril 1925. Il est le cadet d'une famille de cinq enfants. La famille déménage à Waterbury, dans le Connecticut, peu après sa naissance. Il sort diplômé de l'école secondaire Crosby en 1942.
Après une année à la Colorado School of Mines, il rejoint la Navy en 1943 en tant que membre du programme V-12 de la marine américaine. Leon Silver obtient son baccalauréat en génie civil de l'Université du Colorado à Boulder en 1945. Il obtient ensuite une maîtrise en géologie de l'université du Nouveau-Mexique à Albuquerque en 1948 et un doctorat en géologie et géochimie à l'Institut de technologie de Californie, Pasadena, en Californie, en 1955.

## Carrière

### Début de carrière
Leon Silver sert dans la marine américaine de 1943 à 1946, où il atteint le grade de lieutenant junior dans le corps du génie. Il travaille pour l'Institut d'études géologiques des États-Unis (USGS), à la Direction générale des gisements minéraux, dans le Colorado et l'Arizona de 1947 à 1954 lors de campagnes sur le terrain où il décroche le statut d'adjoint géologue.

### Carrière académique
Après son doctorat, Leon Silver est nommé professeur assistant de géologie entre 1955 et 1962 à Caltech. Il sera ensuite promu professeur associé de 1962 à 1965 puis professeur de 1965 à 1983 et enfin professeur titulaire de la fondation WM Keck en géologie des ressources (1983-1996). Depuis sa retraite, il est professeur émérite de cette fondation.
Ses principaux domaines de recherche vont de la pétrologie, la tectonique, la géologie appliquée à la géochimie des isotopes, la géochronologie, l’évolution de la croûte terrestre, l'étude des gisements et la planétologie comparative. Tout en poursuivant ses recherches, Leon Silver a joué un rôle majeur dans l'exploration géologique lunaire lors du programme Apollo et a pris part à de nombreux comités consultatifs scientifiques nationaux.

### NASA et programme Apollo
Le projet d'histoire orale (Oral History Project) du Centre spatial Lyndon B. Johnson de la NASA décrit la participation de Silver comme suit: 
- Géologue, branche d'astrogéologie de l'USGS (1970-1976, à temps partiel), sous contrat avec la NASA
- Professeur de géologie aux classes d'astronautes et de scientifiques de la NASA, Manned Spacecraft Center, Houston, Texas (Temps partiel 1968-1993)
- Équipe expérimentale de géologie des surfaces lunaires (Apollo 13-17)
- Équipe d’examen préliminaire lunaire (Apollo 15-17)
- Équipe de planification de la traversée de la surface lunaire (Apollo 15-17)
- Groupe de travail sur la science lunaire (Apollo 15-17)
- Équipe de planification de l'analyse d'échantillons lunaires, Manned Spacecraft Center, Houston, Texas (1972-1974)
- Conseiller consultatif du programme spatial, sous-comité ad hoc sur les scientifiques astronautes (1974-1975)

### Autres rôles consultatifs au gouvernement fédéral
- Président du Comité consultatif de l'Office des sciences fondamentales de l'énergie du département de l'Énergie (1990-1991 et 1991-1992)[7]
- Membre du comité directeur du groupe de synthèse de la NASA qui a évalué les scénarios de mission de l'initiative d'exploration spatiale du président (1990-1991)[8]
- Membre du Comité consultatif du président sur la refonte de la station spatiale (1993)[9]

## Dans la culture populaire
Le travail de Leon Silver dans le programme Apollo a été relaté dans A Man on the Moon (1994) de Andrew Chaikin. Le livre est devenu une mini-série télévisée en 1998, avec David Clennon le dépeignant dans la série de docu-drama produite par Tom Hanks sur HBO intitulée De la Terre à la Lune. Dans l'épisode 10 de la série Galileo Was Right, Leon Silver enseigne la géologie sur le terrain pour les astronautes d'Apollo 15 et participe, depuis le Mission Control de Houston aux activités extra-véhiculaires lunaires (Moonwalks). Interviewé à propos de l'épisode, Leon Silver a estimé qu'il « romançait » l'expérience et présentait des inexactitudes historiques mineures, mais qu'il l'appréciait par ailleurs. Il l'a diffusé lors d'une conférence en 1999.
En 2002, le commandant d'Apollo 15, David Scott, consacre une partie de son livre, Two Sides of the Moon: Our Story of the Cold War Space Race (2006), à la formation et aux instructions que lui et d'autres astronautes du programme Apollo ont reçues de Leon Silver.

### Vie privée
Leon Silver est membre du conseil d'administration de la Caswell Silver Foundation de l'université du Nouveau-Mexique. La Fondation a été créée en 1980 grâce à une dotation de Caswell Silver, un ancien du Département de géologie, pétrolier indépendant, et frère de Leon Silver. La Fondation soutient l’éducation et la recherche au département des sciences de la Terre et des planètes de l’université du Nouveau-Mexique,.
Son petit-neveu est le statisticien et journaliste Nate Silver.

## Honneurs et récompenses
- En 1971, Leon Silver reçoit une médaille d'excellence scientifique de la NASA pour la formation donnée aux astronautes du programme Apollo en géologie et pour ses recherches :

« Pour ses importantes réalisations scientifiques dans le développement de compositions isotopiques très précises d’uranium et de plomb dans les minéraux et dans l’application des procédures de détermination de l’âge aux analyses de matériaux lunaires. Tout en menant avec diligence ces recherches en laboratoire sur les matériaux lunaires, il a largement contribué à la formation des astronautes aux sciences géologiques qui, par son enthousiasme, son leadership et ses conseils, ont permis la prospection efficace de la Lune. »
- Bourse Guggenheim (1964)
- Médaille d'excellence scientifique de la NASA (1971)
- Prix de réalisation du groupe de la NASA, équipe de planification de la traversée lunaire (1971)
- Prix de réalisation du groupe de la NASA, équipe de formation et de simulation d'équipage (1971)
- Prix d'excellence professionnelle de l'Institut américain des géologues professionnels (1972)
- Prix d'excellence du groupe NASA, équipe d'atterrissage lunaire (1973)
- Prix d'excellence du groupe NASA, équipe d'expérimentation Earth Resources (1974)
- Prix d'excellence du groupe NASA, Centre spatial Lyndon B. Johnson (1974)
- Membre de l'Académie nationale des sciences (élu en 1974).
- Chercheur senior, Société minéralogique d'Amérique[16]
- Président de la Société américaine de géologie (1979)[17]
- Centennial Distinguished Alumnus Award, université du Nouveau-Mexique (1989)

## Publications choisies
- L.T. Silver, S. Deutsch, C.R. McKinney, Fusion Loss of Lead in the Analysis of Zircons for Isotopic Age Dating, Journal of Geophysical Research, vol. 64, no 8, 1959, p. 1124.
- Clarence R. Allen, Leon T. Silver et Francis Greenough Stehli, Agua Blanca Fault: A Major Transverse Structure Of Northern Baja California, Mexico, New York: The Society, 1960.
- L.T. Silver, C.R. McKinney et S. Deutsch et al., Precambrian Age Determinations of Some Crystalline Rocks of the San Gabriel Mountains of Southern California, Journal of Geophysical Research, vol. 65, no 8, 1960, p. 2522–2523.
- Major Magmatic Events and Geochronology, Journal of Geophysical Research, vol. 66, no 8, 1961, p. 2560–2560.
- Older Precambrian Geochronology in Cochise County, Southeastern Arizona, in Journal of Geophysical Research, vol. 67, no 4, 1962, p. 1657.
- Leon T. Silver et Sarah Deutsch, Uranium-Lead Isotopic Variations in Zircons: A Case Study, in The Journal of Geology, vol. 71, no 6, novembre 1963, p. 721–758.
- L.T. Silver, C.R. McKinney, S. Deutsch, et al., Precambrian Age Determinations in the Western San Gabriel Mountains, California, in Journal of Geology, vol. 71, no 2, 1963, p. 196 et suivantes.
- John Roberts Cooper, Leon T. Silver, Geology And Ore Deposits Of The Dragoon Quadrangle, Cochise County, Arizona, Washington, DC: U.S. Government Printing Office, 1964.
- R. T. Pidgeon, James R. O'Neil, Leon T. Silver, Uranium and Lead Isotopic Stability in a Metamict Zircon under Experimental Hydrothermal Conditions, in Science, nouvelle série, Vol. 154, no 3756, 23 décembre 1966, p. 1538-1540.
- Leon T. Silver, Uranium-Thorium-Lead Isotope Relations in Lunar Materials, in Science, nouvelle série, Vol. 167, no 3918, The Moon Issue, 30 janvier 1970, p. 468–471.
- L.T. Silver, Lead Isotopic Heterogeneity in Lunar Soil 10084,35 and Its Age Implications, in Transactions of the American Geophysical Union, vol. 51, no 4, 1970, p. 348 et suivantes.
- L.T. Silver, M. B. Duke, U-Th-Pb Isotope Relations in Some Basaltic Achondrites, in Transactions of the American Geophysical Union, vol. 52, no 4, 1971, p. 269 et suivantes.

- Silver, L.T. "U-Th-Pb Isotope Systems in Apollo-11 and Apollo-12 Regolithic Materials and a Possible Age for Copernicus Impact Event," Transactions of the American Geophysical Union, vol. 52, No. 7, pp. 534ff. (1971).
- Silver, L.T., "Regional Provinciality in the U-Th-Pb Isotope Systems in lunar Soils," Transactions of the American Geophysical Union, vol. 54, No. 4, pp. 349–349. (1973).
- Silver, L.T., and Anderson, T.H., 1974, "Possible left-lateral early to middle Mesozoic disruption of the south-western North American craton margin," Geological Society of America Abstracts with Programs, Vol. 6, No. 7, pp. 955–956.
- Silver, L.T., "Implications of Volatile Leads in Orange, Grey and Green Lunar Soils for an Earth-Like Moon," Transactions of the American Geophysical Union, Vol. 55, No. 7, pp. 681–681. (1974).
- Silver, L.T., "Thorium-Uranium Fractionation as an Indicator of Petrogenetic Processes," Transactions of the American Geophysical Union, Vo. 57, No. 4, pp. 353–351. (1976).
- Anderson, T.H., et Silver, L.T., "U-Pb isotope ages of granitic plutons near Cananea, Sonora," Economic Geology and the Bulletin of the Society of Economic Geologists, Vol. 72, pp. 827–836. (1977).
- Silver, L.T., et T.O. Early. "Rubidium-Strontium Fractionation Domains in Peninsular Ranges Batholith and their Implications for Magmatic Arc Evolution," Transactions of the American Geophysical Union, Vol. 58, No. 6, pp. 532–532. (1977).
- Silver, L.T. "Regional Uranium Anomaly in Precambrian Basement of Colorado Plateau," Economic Geology, Vol. 72, No. 4, pp. 740–741. (1977).
- Silver, Leon T. "Problems of Pre-Mesozoic Continental Evolution," in B. Clark Burchfiel, Jack E. Oliver, and Leon T. Silver, Eds., Continental Tectonics, National Research Council, National Academy of Sciences, 1980, Chapter 2: 26-30.
- Silver, Leon T., et Peter H. Schultz, eds. Geological Implications Of Impacts Of Large Asteroids and Comets On The Earth: Conference On Large Body Impacts And Terrestrial Evolution: Geological, Climatological, And Biological Implications. Boulder, CO: Geological Society of America, 1982.
- Silver, L. T., I.S. Williams et J.A. Woodhead, eds. Uranium In Granites From the Southwestern United States: Actinide Parent-Daughter Systems, Sites and Mobilization: Second Year Report. Grand Junction, CO: U.S. Dept. of Energy, Assistant Secretary for Resource Applications, Grand Junction Office. (1984).
- Silver, L. T., et B. W. Chappell. "The Peninsular Ranges Batholith: An Insight into the Evolution of the Cordilleran Batholiths of Southwestern North America." Transnational Royal Society of Edinburgh 79 (1988): 105-121.
- Silver, L.T., et E. W. James. "Geologic Setting and Lithologic Column of the Cajon Pass Deep Drillhole," Geophysical Research Letters, Vol. 15, No. 9, Supplement S, pp. 941–944. (August 1988).
- Silver, L.T., and E.W. James, "Lithologic Column of the Arkoma Drillhole and its Relation to the Cajon Pass Deep Drillhole," Geophysical Research Letters, vol. 15, No. 9, Supplement S, pp. 945–948. (August 1988).
- Silver, L.T., E.W. James, et B.W. Chappell. "Petrological and Geochemical Investigations at the Cajon Pass Deep Drillhole," Geophysical Research Letters, Vol. 15, No. 9, Supplement S, pp. 961–964. (August 1988).
- Silver, L. T. "Daughter-parent Isotope Systematics in U-Th-bearing Igneous Accessory Mineral Assemblages as Potential Indices of Metamorphic History: A Discussion of the Concept." The Geochemical Society, Special Publication 3 (1991): 391-407.
- Woodhead, J. A., G. R. Rossman, et L. T. Silver. "The Metamictization of Zircon: Radiation Dose-Dependent Structural Characteristics." Mineralogical Society of America 76 (1991): 74-82.
- Li, Y.-G., T. L. Henyey, and L. T. Silver. "Aspects of the Crustal Structure of the Western Mojave Desert, California, From Seismic Reflection and Gravity Data." Journal of Geologic Research, 97, B6 (1992): 8805-8816.
- Pratson, E.L., R.N. Anderson, R.E. Dove, M.Lyle, L.T. Silver, E.W. James and B.W. Chappell. "Geochemical Logging in the Cajon Pass Drillhole and its Application to a New Oxide, Igneous Rock Classification Scheme." Journal of Geologic Research, 97 B4 (1992): 5167-5180.
- Manduca, C.A., L.T. Silver, et H.P. Taylor. "87Sr/86Sr and 18O/16O Isotopic Systematics and Geochemistry of Granitoid Plutons Across a Steeply Dipping Boundary Between Contrasting Lithologic Blocks in Western Idaho." Contributions in Mineralogical Petrology, 109 (1992): 355-372.
- Kanamori, H. (Hiroo), Robert W. Clayton, et Leon T. Silver. Earthquake and Seismicity Research Using SCARLET And CEDAR: Final Technical Report, 1 December 1990 - 30 November 1992. Pasadena, CA: Seismological Laboratory, California Institute of Technology, 1993.
- Manduca, C.A., M.A. Kunz, et L.T. Silver, "Emplacement and deformation history of the western margin of the Idaho batholith, Geol. Soc. Amer. Bull., 105 (1993), 749-765.
- Silver, L.T. "Observations on the Extended Tectonic History of the Southern Sierra Nevada." Geological Society of America Joint Cordilleran and Rocky Mountain Section Meeting, Reno, Nevada. Geological Society of America. (1993).
- Nourse, Jonathan A., Thomas H. Anderson, et Leon T. Silver, "Tertiary metamorphic core complexes in Sonora, northwestern Mexico," Tectonics, Vol. 13, No. 5 (Oct. 1994), pp. 1161–1182.
- Huang, W.S., L.T. Silver, et H. Kanamori. "Evidence for possible horizontal faulting in southern California from earthquake mechanisms, Geology, Vol. 24, No. 2 (February 1996), pp. 123-126.
- Farley, K.A., R.A. Wolf, et L.T. Silver. "The effects of long alpha-stopping distances on (U-Th)/He ages," Geochimica et Cosmochimica Acta, Vol. 60, No. 21 (November 1996), pp. 4223–4229.
- Wolf, R.A, K.A. Farley, and L.T. Silver. "Helium diffusion and low-temperature thermochronometry of apatite," Geochimica et Cosmochimica Acta, Vol. 60, No. 21 (November 1996), pp. 4231–4240.
- Wolf, R.A., Farley, K.A., and Silver, L.T. "Assessment of (U-Th)/He thermochronometry: The low-temperature history of the San Jacinto mountains, California," Geology,  Vol. 25, No. 1 (January 1997), pp. 65–68.
- Anderson, Thomas H., José Luis Rodríguez-Castañeda, and Leon T. Silver, "Jurassic rocks in Sonora, Mexico: Relations to the Mojave-Sonora megashear and its inferred northwestward extension," Geological Society of America Special Papers, 2005, 393, pp. 51–95.
- Anderson, T.H., and L.T. Silver, 2005, "The Mojave-Sonora megashear—field and analytical studies leading to the conception and evolution of the hypothesis," in Anderson, T.H., Ed., The Mojave-Sonora Megashear Hypothesis: Development, Assessment, and Alternatives: Geological Society of America Special Paper, 393, pp. 1–50.